# Città di Antigua e Barbuda
Questa è una lista in ordine alfabetico delle città di Antigua e Barbuda.

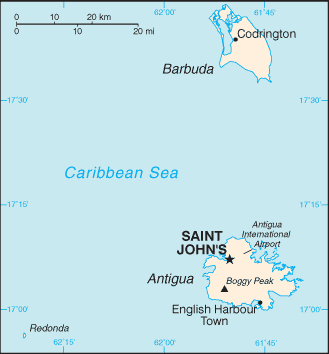
Mappa di Antigua e Barbuda

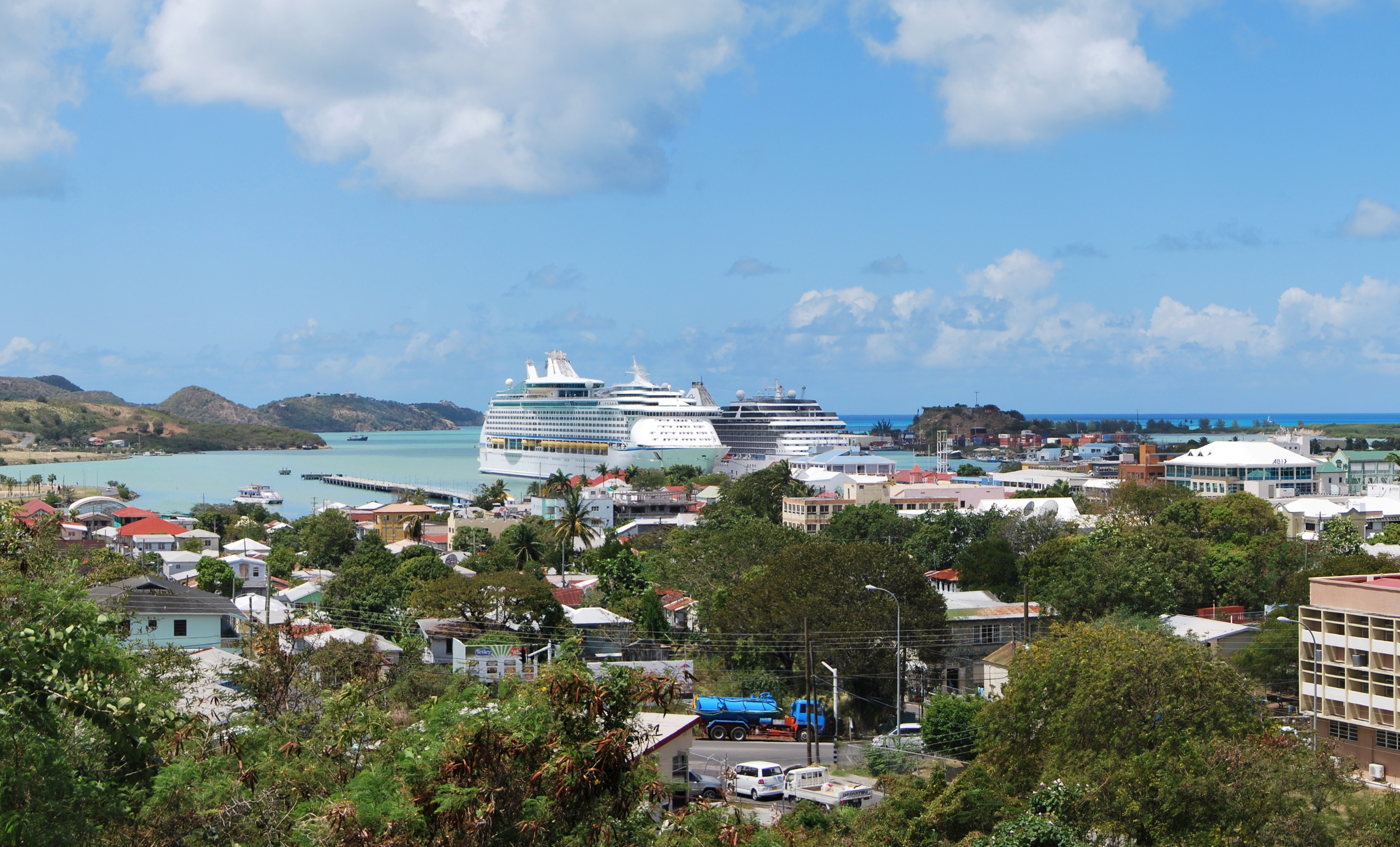
St. John's, capitale di Antigua e Barbuda

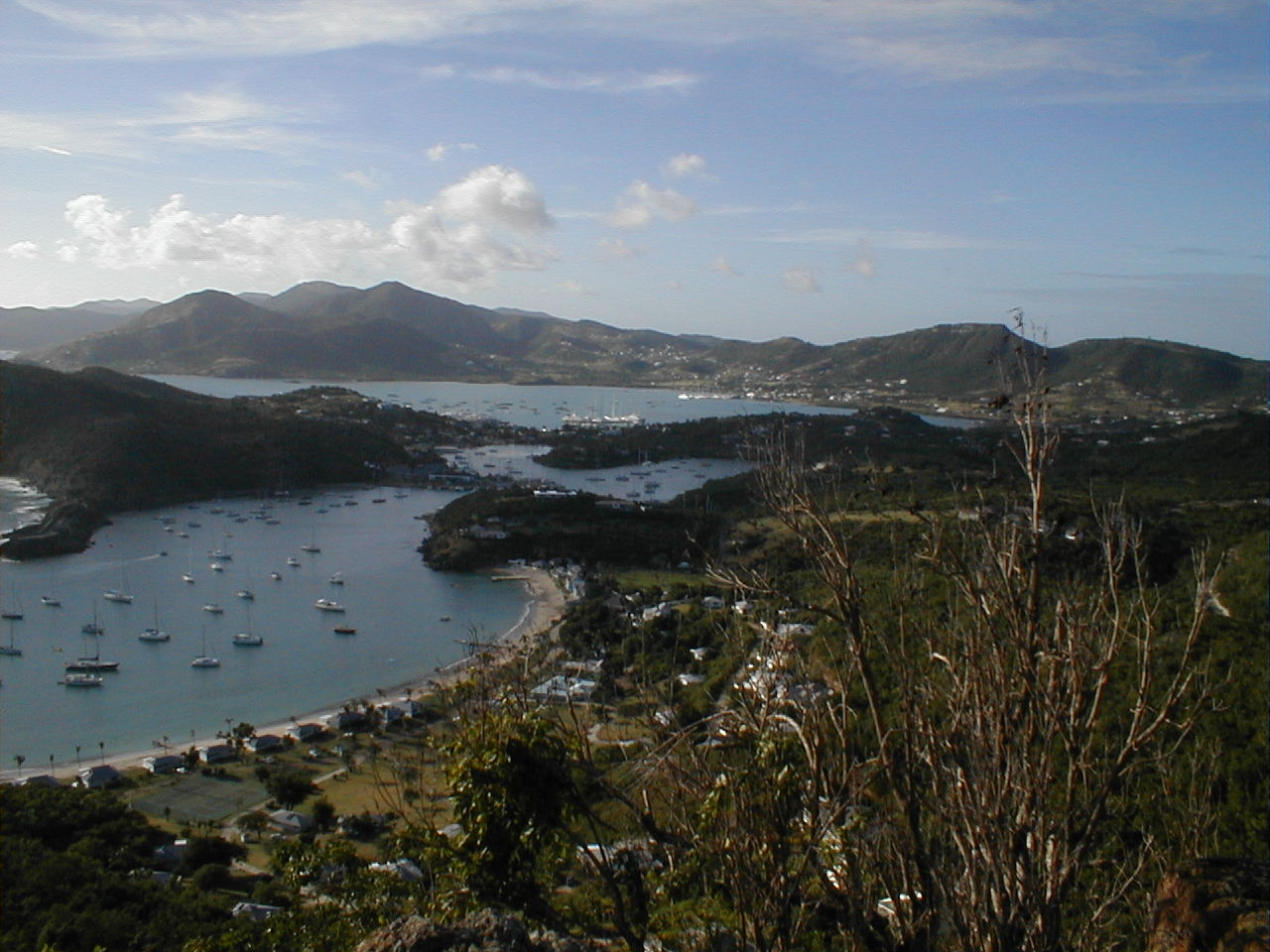
English Harbour

- All Saints
- Bolans
- Carlisle, Saint George
- Carlisle, Saint Philip
- Clare Hall
- Cedar Grove
- Codrington
- Dickenson Bay
- English Harbour
- Falmouth
- Freetown
- Jennings
- Liberta
- Old Road
- Parham
- Pigotts
- Potter's Village
- Seaview Farm
- Saint John's
- Swetes
- Willikies

## Le dieci città più grandi per popolazione
1. Saint John's 22.634
2. All Saints 3.412
3. Liberta 2.239
4. Potter's Village 2.067
5. Bolans 1.785
6. Swetes 1.573
7. Seaview Farm 1.486
8. Piggotts 1.363
9. Codrington 1.325
10. Parham 1.276

## Villaggi
- Five Islands village